# Araceli Gayardo
Araceli Gayardo conocida deportivamente como Cely (São Miguel do Oeste, Brasil, 21 de octubre de 1988) es una jugadora italo-brasileña de fútbol sala. Juega de ala y su equipo actual es el CD Burela FS de la Primera División de fútbol sala femenino de España.

## Trayectoria

### Inicio en Brasil
Comenzó jugando en Brasil en el año 2001 en el equipo de la base de Gremio Football Portoalegrense, en 2002 volvió a su ciudad natal para jugaren el equipo de la ciudad, destacó y en el 2003 fue llamada por el Popiolski Futebol Clube (actual Female Futsal de Chapecó) donde empezó a jugar con el equipo juvenil, alternando con el primer equipo. En 2006 ficha por el Kindermann Caçador, donde permaneció 2 años y marca 118 goles entre el primer equipo, el sub-20 y sub-18, en este periodo gana la Liga Nacional de Brasil en 2007. Al año siguiente volvió al Female Futsal de Chapecó hasta el año 2012, en este periodo ganó otras 4 ligas brasileñas y 3 copas de Brasil y 3 Nations Cup.

### Carrera en Europa
En el mercado de invierno de la temporada 2011-12 fichó por el Burela, jugando su primer partido en la liga española el 18 de febrero de 2012 en un partido contra el Ponte Ourense. Al finalizar la temporada se fue a Italia, ficha por el AZ Gold y no debuta en la liga hasta conseguir la nacionalidad italiana, su primer partido en la liga es el 20 de enero de 2013 contra el Ternana, en ese mismo año gana la liga italiana. En la siguiente temporada ficha por el Lazio donde vuelve a ganar la liga y marca 87 goles en el campeonato y también gana la copa. Después de permanecer dos años en el Lazio, decide dejar el fútbol sala y volver a su país, pero al poco tiempo vuelve fichando esta vez por el Isolotto Firenze, equipo con el que vuelve a ganar la copa italiana. En la 2016-17 ficha por el Olimpus Roma, equipo con el que gana la liga, la copa y supercopa italiana, también participa en la Copa de Europa donde finalizó en tercera posición. Al año siguiente ficha por el Montesilvano, ganando la supercopa italiana, en este periodo se saca el curso de entrenadora de fútbol sala. En la temporada 2019-20 juega con el FF Cagliari, no puediendose terminar la temporada a causa de la pandemia. En la temporada 2020-21 vuelve al CD Burela FS, pero una lesión le impide jugar en toda la temporada al tener que operarse de la rodilla.

### Entrenadora
En la temporada 2021-22 deja de jugar al fútbol sala y comienza como segunda entrenadora en el CD Burela FS bajo las órdenes de Iván Cao.

## Selección nacional
En julio de 2010 fue convocada por primera vez por la selección brasileña, pero una lesión la impidió debutar en esa fecha. En septiembre de 2011 volvió a ser llamada por la selección, volviéndose a lesionar y no poder debutar hasta diciembre de 2011, que lo hizo contra la selección de Angola marcando un gol en su estreno.

## Estadísticas
Clubes
 Actualizado al último partido jugado el 29 de mayo de 2021.
| Club | Div.          | Temporada     | Liga  | Liga  | Liga       | Liga      | Copas nacionales(1) | Copas nacionales(1) | Copas nacionales(1) | Copas nacionales(1) | Torneos internacionales(2) | Torneos internacionales(2) | Torneos internacionales(2) | Torneos internacionales(2) | Total(3) | Total(3) | Total(3)   | Total(3)  |
| Club | Div.          | Temporada     | Part. | Goles | Amonestado | Expulsado | Part.               | Goles               | Amonestado          | Expulsado           | Part.                      | Goles                      | Amonestado                 | Expulsado                  | Part.    | Goles    | Amonestado | Expulsado |
| --- | ------------- | ------------- | ----- | ----- | ---------- | --------- | ------------------- | ------------------- | ------------------- | ------------------- | -------------------------- | -------------------------- | -------------------------- | -------------------------- | -------- | -------- | ---------- | --------- |
| Female Futsal Chapecó · Brasil |               |               |       |       |            |           |                     |                     |                     |                     |                            |                            |                            |                            |          |          |            |           |
| 1.ª |               |               |       |       |            |           |                     |                     |                     |                     |                            |                            |                            |                            |          |          |            |           |
| 2003 |               | -             | -     | -     | -          | -         | -                   | -                   | -                   | -                   | -                          | -                          |                            | -                          | -        | -        |            |           |
| 2004 |               | -             | -     | -     | -          | -         | -                   | -                   | -                   | -                   | -                          | -                          |                            | -                          | -        | -        |            |           |
| 2005 |               | -             | -     | -     | -          | -         | -                   | -                   | -                   | -                   | -                          | -                          |                            | -                          | -        | -        |            |           |
| Total club | Total club    | -             | -     | -     | -          | -         | -                   | -                   | -                   | -                   | -                          | -                          | -                          | -                          | -        | -        | -          |           |
| Kindermann Caçador · Brasil |               |               |       |       |            |           |                     |                     |                     |                     |                            |                            |                            |                            |          |          |            |           |
| 1.ª |               |               |       |       |            |           |                     |                     |                     |                     |                            |                            |                            |                            |          |          |            |           |
| 2006 |               | -             | -     | -     | -          | -         | -                   | -                   | -                   | -                   | -                          | -                          |                            | -                          | -        | -        |            |           |
| 2007 |               | -             | -     | -     | -          | -         | -                   | -                   | -                   | -                   | -                          | -                          |                            | -                          | -        | -        |            |           |
| Total club | Total club    | -             | -     | -     | -          | -         | -                   | -                   | -                   | -                   | -                          | -                          | -                          | -                          | -        | -        | -          |           |
| Female Futsal Chapecó · Brasil |               |               |       |       |            |           |                     |                     |                     |                     |                            |                            |                            |                            |          |          |            |           |
| 1.ª |               |               |       |       |            |           |                     |                     |                     |                     |                            |                            |                            |                            |          |          |            |           |
| 2008 |               | -             | -     | -     | -          | -         | -                   | -                   | -                   | -                   | -                          | -                          |                            | -                          | -        | -        |            |           |
| 2009 |               | -             | -     | -     | -          | -         | -                   | -                   | -                   | -                   | -                          | -                          |                            | -                          | -        | -        |            |           |
| 2010 |               | -             | -     | -     | -          | 9         | -                   | -                   | -                   | -                   | -                          | -                          |                            | -                          | -        | -        |            |           |
| 2011 | 11            | 12            | -     | -     | 6          | 8         | -                   | -                   | -                   | -                   | -                          | -                          |                            | -                          | -        | -        |            |           |
| Total club | Total club    | -             | -     | -     | -          | -         | -                   | -                   | -                   | -                   | -                          | -                          | -                          | -                          | -        | -        | -          |           |
| CD Burela FS · España |               |               |       |       |            |           |                     |                     |                     |                     |                            |                            |                            |                            |          |          |            |           |
| 1.ª |               |               |       |       |            |           |                     |                     |                     |                     |                            |                            |                            |                            |          |          |            |           |
| 2011-12 | 13            | 7             | 0     | 0     | 2          | 3         | 1                   | 0                   | -                   | -                   | -                          | -                          | 15                         | 10                         | 1        | 0        |            |           |
| Total club | Total club    | 13            | 7     | 0     | 0          | 2         | 3                   | 1                   | 0                   | -                   | -                          | -                          | -                          | 15                         | 10       | 1        | 0          |           |
| AZ Gold · Italia |               |               |       |       |            |           |                     |                     |                     |                     |                            |                            |                            |                            |          |          |            |           |
| 1.ª |               |               |       |       |            |           |                     |                     |                     |                     |                            |                            |                            |                            |          |          |            |           |
| 2012-13 | 15            | 31            | -     | -     | 2          | 3         | -                   | -                   | -                   | -                   | -                          | -                          | 17                         | 34                         | -        | -        |            |           |
| Total club | Total club    | 15            | 31    | -     | -          | 2         | 3                   | -                   | -                   | -                   | -                          | -                          | -                          | 17                         | 34       | -        | -          |           |
| Lazio · Italia |               |               |       |       |            |           |                     |                     |                     |                     |                            |                            |                            |                            |          |          |            |           |
| 1.ª |               |               |       |       |            |           |                     |                     |                     |                     |                            |                            |                            |                            |          |          |            |           |
| 2013-14 | 33            | 87            | -     | -     | 3          | 2         | -                   | -                   | -                   | -                   | -                          | -                          | 36                         | 89                         | -        | -        |            |           |
| 2014-15 | 31            | 43            | -     | -     | 2          | 9         | -                   | -                   | -                   | -                   | -                          | -                          | 33                         | 52                         | -        | -        |            |           |
| Total club | Total club    | 64            | 130   | -     | -          | 5         | 11                  | -                   | -                   | -                   | -                          | -                          | -                          | 69                         | 141      | -        | -          |           |
| Isoloto Firenze · Italia |               |               |       |       |            |           |                     |                     |                     |                     |                            |                            |                            |                            |          |          |            |           |
| 1.ª |               |               |       |       |            |           |                     |                     |                     |                     |                            |                            |                            |                            |          |          |            |           |
| 2015-16 | 20            | 24            | -     | -     | 3          | 4         | -                   | -                   | -                   | -                   | -                          | -                          | 23                         | 28                         | -        | -        |            |           |
| Total club | Total club    | 20            | 24    | -     | -          | 3         | 4                   | -                   | -                   | -                   | -                          | -                          | -                          | 23                         | 28       | -        | -          |           |
| Olimpus Roma · Italia |               |               |       |       |            |           |                     |                     |                     |                     |                            |                            |                            |                            |          |          |            |           |
| 1.ª |               |               |       |       |            |           |                     |                     |                     |                     |                            |                            |                            |                            |          |          |            |           |
| 2016-17 | 23            | 17            | -     | -     | 3          | 3         | -                   | -                   | -                   | -                   | -                          | -                          | 26                         | 20                         | -        | -        |            |           |
| 2017-18 | 25            | 19            | -     | -     | 3          | 2         | -                   | -                   | 3                   | 2                   | -                          | -                          | 31                         | 23                         | -        | -        |            |           |
| Total club | Total club    | 48            | 36    | -     | -          | 6         | 5                   | -                   | -                   | 3                   | 2                          | -                          | -                          | 57                         | 43       | -        | -          |           |
| Montesilvano · Italia |               |               |       |       |            |           |                     |                     |                     |                     |                            |                            |                            |                            |          |          |            |           |
| 1.ª |               |               |       |       |            |           |                     |                     |                     |                     |                            |                            |                            |                            |          |          |            |           |
| 2018-19 | 33            | 27            | -     | -     | 2          | 3         | -                   | -                   | -                   | -                   | -                          | -                          | 35                         | 30                         | -        | -        |            |           |
| Total club | Total club    | 33            | 27    | -     | -          | 2         | 3                   | -                   | -                   | -                   | -                          | -                          | -                          | 35                         | 30       | -        | -          |           |
| FFC Cagliari · Italia |               |               |       |       |            |           |                     |                     |                     |                     |                            |                            |                            |                            |          |          |            |           |
| 1.ª |               |               |       |       |            |           |                     |                     |                     |                     |                            |                            |                            |                            |          |          |            |           |
| 2019-20 | 15            | 15            | -     | -     | 2          | 4         | -                   | -                   | -                   | -                   | -                          | -                          | 17                         | 19                         | -        | -        |            |           |
| Total club | Total club    | 15            | 15    | -     | -          | 2         | 4                   | -                   | -                   | -                   | -                          | -                          | -                          | 17                         | 19       | -        | -          |           |
| CD Burela FS · España |               |               |       |       |            |           |                     |                     |                     |                     |                            |                            |                            |                            |          |          |            |           |
| 1.ª |               |               |       |       |            |           |                     |                     |                     |                     |                            |                            |                            |                            |          |          |            |           |
| 2020-21 |               | -             | -     | -     | -          | -         | -                   | -                   | -                   | -                   | -                          | -                          |                            | -                          | -        | -        |            |           |
| Total club | Total club    | -             | -     | -     | -          | -         | -                   | -                   | -                   | -                   | -                          | -                          | -                          | -                          | -        | -        | -          |           |
| Total carrera | Total carrera | Total carrera | 208   | 270   | -          | -         | 22                  | 33                  | -                   | -                   | 3                          | 2                          | -                          | -                          | 233      | 305      | -          | -         |
| (1) Incluye datos de Copas / Supercopas. (2) Incluye datos de Campeonato de Europa de Clubes, Recopa y Copa Intercontinental. (3) No incluye datos de partidos amistosos. |               |               |       |       |            |           |                     |                     |                     |                     |                            |                            |                            |                            |          |          |            |           |

## Palmarés y distinciones

### Época jugadora
- Liga brasileña: 5

2007, 2008, 2009, 2010, 2011
- Copa brasileña: 4

2006, 2009, 2010, 2011
- Nations Cup: 3

2009, 2010, 2011
- Liga italiana: 3

2012-13, 2013-14, 2016-17
- Copa italiana: 3

2014, 2016, 2017
- Supercopa italiana: 2

2014, 2017
- Liga española: 1

2020-21.
- Copa de España: 2

2020 y 2021
- Supercopa de España: 1

2020
- Campeonato del mundo de selecciones: 1

2011

### Época entrenadora
- Campeonato de Europa de Clubes de fútbol sala femenino: 1

2021